# Universidad del Egeo (Turquía)
La Universidad del Egeo (turco Ege Üniversitesi) es una de las principales universidades de la Región del Egeo y de Turquía con sede en Esmirna. De carácter público, fue fundada en 1955 por la unión de las facultades de Medicina y Agricultura por la Ley 6595. Es la primera universidad fundada en la ciudad y en 1982 era una de las mayores del país con 17 facultades, 9 escuelas y 7 institutos. Posteriormente fue dividida en dos universidades: Ege Üniversitesi y Dokuz Eylül Üniversitesi (Universidad Nueve de Septiembre) por una decisión estatal. Después de la división, se establecieron  7 facultades y 3 escuelas con aproximadamente 9000 estudiantes. Hoy tiene 55 000 estudiantes y cuenta con 13 facultades, 5 institutos, 3 escuelas de posgrado,  y  otras instituciones educativas.